# Batalha de Shubra Khit
A Batalha de Shubra Khit, também conhecida como Batalha de Chobrakit, foi o primeiro grande combate da campanha de Napoleão no Egito que ocorreu em 13 de julho de 1798. Em sua marcha para o Cairo, o exército francês encontrou um exército otomano composto por cavalaria mameluca e recrutou Fellahins sob Murad Bey. Napoleão alinhou suas forças em quadrados de infantaria, uma tática que ajudou a repelir a cavalaria mameluca, em grande parte devido à sua incapacidade de penetrá-los sem sofrer graves baixas. Uma batalha naval também ocorreu, com uma flotilha otomana sendo repelida por uma flotilha francesa.